# Eggisops
Eggisops is een geslacht van insecten uit de familie van de Bromvliegen (Calliphoridae), die tot de orde tweevleugeligen (Diptera) behoort.

## Soort
- E. pecchiolii Rondani, 1862